# Ruth Hall
Ruth Hall (nacida como Ruth Gloria Blasco Ibáñez; 29 de diciembre de 1910-9 de octubre de 2003) fue una actriz de cine estadounidense.
Nacido en Jacksonville, Florida, Hall se graduó en 1929 en la Henry B. Plant High School de Tampa, Florida.
Hall era sobrina nieta del novelista español Vicente Blasco Ibáñez. Tomó el apellido de soltera de su madre como nombre profesional para no beneficiarse del apellido más célebre del novelista. En 1931, firmó un contrato con Paramount Pictures.

## Vida personal
Estuvo casada con el director de fotografía Lee Garmes desde 1933 hasta la muerte de él el 31 de agosto de 1978; la pareja tuvo dos hijas.[cita requerida]
Ruth Hall falleció en Glendale, California, a la edad de 92 años.

## Filmografía parcial
- Hell Harbor (1930)
- For the Defense (1930)
- The Drums of Jeopardy (1931)
- Manhattan Parade (1931)
- Local Boy Makes Good (1931)
- Chances (1931)
- Monkey Business (1931)
- Her Majesty, Love (1931)
- A Fool's Advice (1932)
- The Gambling Sex (1932)
- The Kid from Spain (1932)
- The Heart of New York (1932)
- Miss Pinkerton (1932)
- Dynamite Ranch (1932)
- Between Fighting Men (1932)
- Flaming Guns (1932)
- Ride Him, Cowboy (1932)
- One Way Passage (1932) (sin acreditar)
- Union Depot (1932)
- Murder on the Campus (1933)
- The Three Musketeers (serial de 1933)
- The Man from Monterey (1933)
- The Return of Casey Jones (1933)
- Strawberry Roan (1933)
- Beloved (1934)
- Badge of Honor (1934)